# Acrojana sanguinipes
Acrojana sanguinipes är en fjärilsart som beskrevs av Embrik Strand 1910. Acrojana sanguinipes ingår i släktet Acrojana och familjen Eupterotidae. Inga underarter finns listade i Catalogue of Life.